# 평온세대의 위타천들

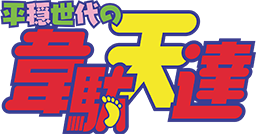

평온세대의 위타천들(일본어: 平穏世代の韋駄天達)은 아마하라 원작, 쿨교신자 작화한 일본의 만화이다. 아마하라가 상업에 데뷔하기 전 웹사이트 '신도사'에서 발표한 같은 제목의 만화를 재구성한 작품으로 「영 애니멀」(하쿠센샤)에서 2018년 17호부터 연재 중.
2021년 7월부터 9월까지 후지 TV의 노이타미나에서 방영되었다.

## 줄거리
번개, 마족, 그리고 인류. 굉장히 빠른 싸움의 신들이 세계를 파멸로 이끄는 마족을 봉쇄한 지 800년이 되었다. 지금은 그 싸움이 옛날 이야기로밖에 생각되지 않았다. 평온 세대의 위타천들은 태어나서 한 번도 싸우지 않고 오랫동안 잠들어 있다가 누군가에게 마족을 부활시키고 말았다. 거기에 쓸 수 있는 것은 무력, 지략, 정치, 그리고 음모 등. 아무도 모르는 금단의 배틀 로와이얼이 막이 오르려 한다.